# Ramón Bordas y Estragués
Ramón Bordas y Estragués (Castellón de Ampurias, 1837-Castellón de Ampurias, 1906) fue un dramaturgo y profesor español.

## Biografía
Nació el 10 de noviembre de 1837 en la localidad gerundense de Castellón de Ampurias. Cursó segunda enseñanza en el Instituto de Figueras, donde publicó varias poesías en periódicos y revistas literarias de la localidad. En la Universidad de Barcelona estudió la carrera de Filosofía y Letras y terminada esta se dedicó a la enseñanza. Entró de profesor en los colegios de Francisco Presas y en el Peninsular. En 1872 se trasladó a la isla de Ibiza, para impartir clase de latín y retórica en el instituto de segunda enseñanza de Ibiza. En 1879 regresó a Cataluña. Escribió para el teatro catalán desde 1867. Falleció el 14 de enero de 1906 aparentemente en su localidad natal si bien alguna otra fuente sostiene que su deceso habría tenido lugar en Barcelona.

## Obras
- Las dos noblesas. Drama en tres actos, original y en verso, estrenado en el Teatro Romea de Barcelona el 7 de diciembre de 1867.
- Cosas del día. Comedia bilingüe en tres actos y en verso. Estrenada en el Teatro Odeón el 20 de febrero de 1868.
- Un agregat de boits. Comedia bilingüe en tres actos. Estrenada en el Teatro Romea el 15 de diciembre de 1868.
- La flor de la montanya. Drama catalán de costumbre en tres actos y en verso. Estrenada en el Teatro Romea el 11 de abril de 1871.
- La ma de Deu. Drama en tres actos y en verso. Estrenada en el Teatro Romea el 8 de marzo de 1872.
- Mon de monas. Comedia en un acto, original y en verso. Estrenada en el Teatro Romea el 12 de mayo de 1872.
- La pagesa d'Ibissa. Drama en tres actos, original y en verso. Estrenada en el Teatro Romea el 2 de octubre de 1877.
- Dins Mallorca. Drama en tres actos original y en verso. Estrenada en el Teatro Romea el 2 de octubre de 1877.
- Política y honra. Tragicomedia en tres actos, original y en verso. Estrenada en el Teatro Romea el 6 de marzo de 1882.
- Set de justicia. Drama en tres actos, original y en verso. Estrenada en el Teatro Romea el 27 de noviembre de 1888.
- Lo comte d'Ampuries.[1]